# 望月优子
望月优子（日语：／ Mochizuki Yūko，1917年1月28日—1977年12月1日），本名鈴木美枝子，女，日本演员、政治人物。曾获得蓝丝带奖最佳女主角、最佳女配角等奖项。